# Espace R0
En topologie, un espace symétrique (ou espace R0) est un cas particulier d'espace topologique. Il s'agit d'un exemple d'axiome de séparation, plus faible que la propriété usuelle d'espace séparé.

## Définition
Un espace topologique E est R0 si pour toute paire d'éléments topologiquement discernables x et y de E (c’est-à-dire qu'il existe un voisinage de l'un qui ne contient pas l'autre), il existe un ouvert contenant x et pas y et un ouvert contenant y et pas x.

## Propriétés
Soit E un espace topologique. Les propriétés suivantes sont équivalentes :
- E est un espace R0 ;
- Pour tout x de E, l'adhérence de {x} ne contient que les points dont x n'est pas topologiquement distinct ;
- L'ultrafiltre principal en x converge seulement vers les points dont x n'est pas topologiquement distinct ;
- Le quotient de Kolmogorov de E est T1 ;
- Tout ouvert est une réunion de fermés.

Un espace est T1 si et seulement s'il est à la fois R0 et T0.

## Exemple
Soit ℤ l'ensemble des entiers relatifs. Pour tout n ∈ ℤ, on pose Gn = ℤ\{n, n + 1} si n est pair et Gn = ℤ\{n – 1, n} si n est impair. L'ensemble des Gn est une prébase sur ℤ : les réunions quelconques d'intersections finies de parties de ℤ de la forme Gn constituent une topologie sur ℤ. L'espace topologique ainsi créé est R0 ; il n'est en revanche pas T0 (et donc pas T1) : en effet, pour tout entier pair n, les points n et n+1 sont indiscernables.